# مقاطعة غووتشلاند (فيرجينيا)
 مقاطعة غووتشلاند  (بالإنجليزية:  Goochland County)‏ هي إحدى المقاطعات في ولاية فيرجينيا في الولايات المتحدة الأمريكية.

## أعلام
- تشارلز سكوت
- دابني كار
- هنري إل. هوبكينز
- جورج واشنطن هوبكنز
- جون هاردينغ